# خشایارشا و هامان در جشن استر

## موضوع
موضوع، قسمتی از فصل‌های ۵ تا ۷ کتاب استر در عهد عتیق است. هامان، مشاور پادشاه خشایارشا، به دلیل عدم احترام به مردخای، چه با ایستادن هنگام ورود او به اتاق و چه با سلام کردن به او، و همچنین به دلیل غرورشان، پیشنهاد داد که او و تمام ملت یهود را به دار بیاویزند. یهودیان با شفاعت استر، پسر عموی مردخای، که همسر خشایارشا نیز بود، نجات یافتند. این نجات هنوز هم در جشنواره پوریم یهودیان جشن گرفته می‌شود. در آن جشنواره، هامان به عنوان یک شخصیت شرور به تصویر کشیده شده است و این موضوع در تصویر رامبراند از او منعکس شده است.
طبق گفته موزه پوشکین، این یکی از بهترین آثار رامبراند در اواخر دوران کاری‌اش است.
| « | تضاد دراماتیک بین این سه نفر از طریق حرکات آرام اما شیوای آنها بیان می‌شود. صحنه فضایی پرتنش و تعلیق‌آمیز دارد. چهره استر درخشان است، ردای بلندش گویی با سنگ‌های قیمتی می‌درخشد. هامان در سایه‌ها غرق شده است. رامبراند در ترسیم زندگی درونی و انرژی معنوی شخصیت‌هایش به عمق زیادی دست یافته است. | » |

## رامبراند
رامبراند هنگام نقاشی «اخشورش وهامان در ضیافت استر» از نمایشنامه «هِستِر» اثر یوهانس سرووترز (۱۶۲۳–۱۶۷۷) الهام گرفت. این نمایشنامه اولین بار در سال ۱۶۵۹ در شوبورگ ون کامپن اجرا شد و به لئونوره هیودکوپر، دختر جوآن هیودکوپر ون مارِسوین تقدیم شد. مضمون نمایشنامه، که بر اساس روایت کتاب استر در عهد عتیق شکل گرفته، با تمرکز بر تنش‌های سیاسی و اخلاقی دربار ایران باستان، تأثیر قابل توجهی بر فضای دراماتیک و ترکیب‌بندی نقاشی رامبراند گذاشت. این اثر همچنین بازتابی از دغدغه‌های مذهبی و اجتماعی هنرمند در دوران باروک است. سرووترز نمایشنامه خود را در واکنش به کشتارهای اروپای شرقی نوشت. ممکن است شوهرش این نقاشی را سفارش داده باشد و به این ترتیب به رامبراند که در مشکلات مالی بود، کمک کرده باشد.
پس از تکمیل نقاشی «اخشورش وهامان در ضیافت استر» در سال ۱۶۶۰، رامبراند آن را به یان جی. هینلوپن فروخت. در سال ۱۶۶۲، کتاب شعری از یان ووس منتشر شد که در آن تعدادی شعر بر اساس نقاشی‌های متعلق به یان جی. هینلوپن سروده شده بود. یان ووس این نقاشی را اینگونه توصیف می‌کند:

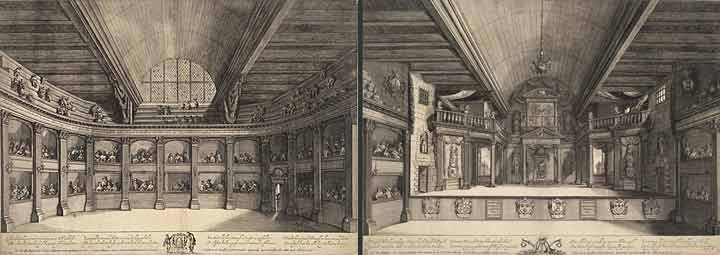
حکاکی سالن نمایش ون کامپن در سال ۱۶۵۸ توسط سالومون سیوری

«در اینجا می‌توان‌هامان را دید که با اخشورش و استر غذا می‌خورد.
«اما بیهوده است؛ سینه‌اش پر از پشیمانی و درد است.»
«او غذای استر را می‌خورد؛ اما عمیق‌تر در قلب او.
«پادشاه از انتقام و خشم دیوانه شده است.
«خشم یک پادشاه…»

## منشأ
بخشی از مجموعه یان هینلوپن به دو دخترش رسید که این نقاشی یکی از آنها بود. سارا هینلوپن، که مسن‌ترین فرد خانواده‌اش بود، در سن ۸۹ سالگی، اما بدون فرزند، درگذشت. بیشتر دارایی‌های او به نیکولاس گیلوینک و سه خواهرش رسید. متأسفانه، وصیت‌نامه او به هیچ نقاشی اشاره‌ای نکرده است، احتمالاً برای جلوگیری از مالیات بر ارث.
در سال ۱۷۶۰، تابلوی «اخشورش وهامان در ضیافت استر» در حراجی شماره ۴۵ به فروش رسید. این حراجی به عنوان اثری از نیکولاس گیلوینک ثبت شده بود و پس از مرگ جرارد هوت، نقاش کوچک اما مجموعه‌دار مهم در لاهه، ترتیب داده شده بود.
در سال ۱۷۶۴، این نقاشی به کاترین کبیر رسید، احتمالاً از طریق کارآفرین آلمانی، یوهان ارنست گوتزکوفسکی، که پس از جنگ هفت ساله دچار مشکل مالی شده بود. پس از دریافت ۳۲۰ نقاشی به‌طور همزمان از گوتزکوفسکی، تزارینای روس موزه ارمیتاژ را تأسیس کرد.
احتمالاً به توصیه گوستاو فریدریش واگن، این نقاشی در سال ۱۸۶۲ به موزه رومیانتسف در مسکو منتقل شد. از سال ۱۹۲۴، نقاشی «اخشورش وهامان در جشن استر» را می‌توان در موزه پوشکین، که آن هم در مسکو است، مشاهده کرد.